# Пічі
Пічі (італ. Pici) — вид італійських макаронних виробів, що походять з південної частини Тоскани (точніше, провінцій Сієна і Гроссето). У Монтепунчіано дані макаронні вироби відомі як пінчі (pinci), в Монтальчино — як лунгетті (lunghetti), чіріоле (ciriole) і странгоцці (strangozzi); у регіонах Умбрія і Лаціо — як умбрічі (umbrici). Часто готуються вручну, і являють собою товсті, скручені, як правило, вручну спагеті. Нерідко виготовляються вдома, шляхом розкочування листа з тіста, розрізання на смуги і скручування між долонями або між долонею і столом. Завдяки такому способу виготовлення, пічі неоднорідні по товщині, на відміну від спагеті. Робляться пічі зазвичай з борошна твердих сортів пшениці, води та оливкової олії; іноді додають яйця.
Пічі відварюють у великій кількості підсоленої води. В силу того, що їх поверхня досить шорстка, до неї добре пристають соуси, з якими їх зазвичай подають. В тосканських ресторанах популярні пічі з рагу з кабана, зайця або качки, а також такими соусами як брічіоле (з хлібними крихтами), боскайола (з білими грибами) і ін. Також пічі часто подають з традиційними соусами, характерними для пасти (карбонара, аматричана тощо).